# Hambletonia undulitibiae
Hambletonia undulitibiae är en stekelart som beskrevs av Sharkov och Woolley 1997. Hambletonia undulitibiae ingår i släktet Hambletonia och familjen sköldlussteklar.
Artens utbredningsområde är Costa Rica. Inga underarter finns listade i Catalogue of Life.